# Голстунский, Константин Фёдорович
Константи́н Фёдорович Голсту́нский (14 июня 1831, Васильсурск, ныне Нижегородской области — 4 июля 1899, Санкт-Петербург) — российский монголовед. Заслуженный профессор Петербургского университета. Действительный статский советник (1878).

## Биография
Константин Голстунский родился 14 июня 1831 года в городе Васильсурске в семье татарского мирзы. По национальности татарин.
Учился в Казанской гимназии (вып. 1849), а затем в Казанском университете. В 1853 году окончил историко-филологический факультет Казанского университета. По окончании университета был учителем монгольского языка в казанской гимназии, после чего переехал в столицу Российской империи для работы в Петербургском университете.
В 1856 году Константин Фёдорович Голстунский был командирован в кочевья Астраханской и Ставропольской губерний для ознакомления с языком калмыков.
Ординарный профессор Петербургского университета (с 1883). В 1880 году издал работу (докторская диссертация «Монголо-ойратские законы 1640 года, дополнительные указы Галдан-хун-Тайджия и законы, составленные для волжских калмыков при калмыцком хане Дондук-Даши»), содержащую полный ойратский текст и перевод этого памятника по истории монголов в сопровождении комментария, насчитывающее около 160 статей. Голстунскому принадлежит большой монголо-русский словарь, в котором учтена калмыцкая лексика и разработана буддийская терминология, а также фундаментальный «Русско-калмыцкий Лексикон». По поручению Синода переводил на монгольский язык ряд богослужебных книг. Служил переводчиком Азиатского департамента Министерства иностранных дел.
Женился на дворянке Наталье Петровне Павловой (1837 — 1 октября 1914), имел шестерых детей.
Бывал в семье Рерихов; его рассказы о путешествиях и об обычаях и нравах восточных народов оказали влияние на молодого Н. К. Рериха.
Константин Фёдорович Голстунский скончался 4 июля 1899 года и был похоронен на Смоленском православном кладбище.

## Сочинения
- Монгольско-русский словарь, т. 1-3, СПб, 1893-95: литогр. переизд, Л. ,1938.
- Монголо-ойратские законы, 1640, СПб, 1880.
- Русско-калмыцкий словарь, СПб, типография Академии наук, 1860, IV, 136 стр.